# Borremose
Borremose er en højmose tæt ved Aars i Vesthimmerlands Kommune, Region Nordjylland.
Oprindeligt var her en sø, men siden jernalderen har der været mose, som dengang var større end i dag og forbundet til bl.a. Rævemosen ca. 1 km nordfor. I dag er Borremose overgroet med kraftig træ- og krat-vækst og er svært tilgængelig de fleste steder. 

## Arkæologiske fund
Borremose er kendt for de mange interessante arkæologiske fund der er gjort her. 
Borremosefæstningen i den aller sydligste del af mosen, blev genfundet i 1929. Det er en befæstet jernalderlandsby og den var i mange år den eneste kendte af sin slags i Danmark.
I Borremosen er der indtil videre fundet 4-5 moselig, hvoraf de tre kendes som Borremosemanden, Borremosekvinden og Borremose II. Her er også fundet rester fra dyr, f.eks. et hestehoved samt en del dagligdags genstande som sko, tøj og et vigtigt læderdække fra et skjold, alle fra den førromersk jernalder.
Borremose er overgroet af kraftig træ og krat-vækst og derfor svært tilgængelig for landbrug og anden intensiv udnyttelse. Da det muligvis også var tilfældet allerede i jernalderen, regner man med at mosen stadig gemmer på mange interessante og vigtige fund fra den tid. Flere af de genstande der er fundet i Borremose, er på udstilling i Museumscenter Aars enten i kopi eller original. En del af dem findes i original på Nationalmuseet.
- Borremosemanden fundet i Borremosen (1946) nord for fæstningen.
- Skema over Borremosemanden. Rød = brud, beige = blødt væv, grå/hvid = knogler.
- Borremosekvinden.
- Borremose II.

## Omkring Borremose
Tæt på Borremose, er der fundet to unikke importerede metalkedler: den berømte sølvkedel Gundestrupkarret i Rævemosen nær Gundestrup og en bronzekedel fra år 300 f.Kr. ved Mosbæk, begge kun få kilometer nord for mosen. 
I området omkring Borremose, er der fundet flere enkelt-gårde fra jernalderen og en del gravhøje fra både stenalder og bronzealder. Få kilometer mod sydøst ligger den nyligt restaurerede jernalderlandsby Østerbølle med 8 langhuse, flere små huse og tilknyttede marker.